# 1559 Kustaanheimo
1559 Kustaanheimo eller 1942 BF är en asteroid i huvudbältet som upptäcktes den 20 januari 1942 av den finska astronomen Liisi Oterma vid Storheikkilä observatorium. Den har fått sitt namn efter den finske astronomen Paul Kustaanheimo.
Asteroiden har en diameter på ungefär 10 kilometer.